# يوليان رايستر
يوليان رايستر (بالألمانية: Julian Reister) مواليد 2 أبريل 1986 في هامبورغ، ألمانيا الغربية، هو لاعب كرة مضرب ألماني بدأ مسيرته كمحترف سنة 2005 يلعب باليد اليمنى. أعلى تصنيف له في الفردي كان المركز الـ 83 في سنة 2013. أعلى تصنيف له في الزوجي كان المركز الـ 431 في سنة 2006.

## الخط الزمني للفردي
مفتاح
| ف | ن | ن.ن | ر.ن | د# | د.م | ل | أ.أ | ت | غ | ب | ف | ذ | م.خ | ل.ت |

(ف) فاز بالبطولة (ن) وصل النهائي (ن.ن) نصف النهائي (ر.ن) ربع النهائي (د#) الأدوار الأربعة الأولى (د.م) دور المجموعات (ل) شارك في كأس ديفيز (أ.أ) خرج من الأدوار الاولى (ت) خسر التصفيات التأهيلية (غ) غاب عن الحدث أو البطولة (ب) حصل على ميدالية برونزية (ف) حصل على ميدالية فضية (ذ) حصل على ميدالية ذهبية (م.خ) بطولة الماسترز خُفضت إلى مرتبة أقل (ل.ت) البطولة لم تعقد في السنة المعينة.
لتجنب الارتباك وازدواجية الحساب، يتم تحديث هذه المعلومات إما في نهاية البطولة، أو عندما تكون مشاركة اللاعب في البطولة قد انتهت.
| الدورة             | 2008 | 2009 | 2010 | 2011 | 2012 | 2013 | 2014 | 2015 | ف-خ |
| ------------------ | ---- | ---- | ---- | ---- | ---- | ---- | ---- | ---- | --- |
| دورات الجراند سلام |      |      |      |      |      |      |      |      |     |
| أستراليا المفتوحة  | ت2   | غ    | ت1   | غ    | غ    | د1   | د1   | غ    | 0–2 |
| فرنسا المفتوحة     | غ    | ت2   | د3   | د1   | غ    | د1   | ت2   | ت1   | 2–3 |
| ويمبلدون           | غ    | ت1   | د2   | د1   | غ    | د2   | د2   | ت2   | 3–4 |
| أمريكا المفتوحة    | غ    | ت2   | غ    | غ    | غ    | ت2   | غ    |      | 0–0 |
| فوز-خسارة          | 0–0  | 0–0  | 3–2  | 0–2  | 0–0  | 1–3  | 1–2  |      | 5–9 |

## روابط خارجية
- يوليان رايستر على موقع رابطة محترفي التنس (الإنجليزية)
- يوليان رايستر على موقع الاتحاد الدولي لكرة المضرب (الإنجليزية)
- يوليان رايستر على موقع خلاصة التنس.كوم (الإنجليزية)
- يوليان رايستر على موقع إي إس بي إن.كوم (الإنجليزية)